# ALIA's CARNIVAL!
『ALIA's CARNIVAL!』（アリアズ カーニバル）は、NanaWindより2014年3月28日に発売されたパソコン用アダルト美少女ゲーム。
2015年5月29日には続編にあたる『ALIA's CARNIVAL! Flowering Sky』（アリアズ カーニバル フラワリングスカイ）が発売され、2015年10月29日にはPlayStation Vitaへの移植版『ALIA's CARNIVAL! サクラメント』（アリアズ カーニバル サクラメント）がdramatic createより発売された。
『ALIA's CARNIVAL!』と『ALIA's CARNIVAL! Flowering Sky』を一つに纏めた作品として『ALIA's CARNIVAL! Wパッケージ』が2016年5月27日には発売され、PlayStation 4向けの『ALIA's CARNIVAL! サクラメントプラス』が2019年3月14日に発売された。

## 解説
本作はオーソドックスなアドベンチャーゲームであり、共通パートと個別ルートに分かれている。序盤から選択肢は登場するものの、直接ルートの分岐には影響しない。
『Flowering Sky』では、本編の各ヒロインとの後日談と新たに「恋川志穂」をヒロインとしたシナリオに加え、サブキャラにスポットを当てたショートストーリー、本編で残された謎を解明するアナザーストーリーなどが描かれている。アナザーストーリー「碧島旅行」では前作『ユユカナ -under the Starlight-』のヒロインがゲストで登場する。
『Wパッケージ』では、既存ヒロインの「朔日いのり」に新エピソード（攻略ルート）が追加される他、サブヒロインの「白幸桜子」が新たにヒロインとして加わる。またパッチについても、公式サイトで公開されていた各種パッチ、アペンドシナリオ（ユーザーから募集したifシナリオと、『Flowering Sky』のその後における主人公とヒロイン達との後日談を描いたアフターシナリオ）、予約特典であった裸ニーソパッチ等が全て収録されている。
Vita版は新規キャラクター「小鳥遊七菜」とそれに伴う新シナリオが追加されている。

## ストーリー
生徒による自治を理念とした「桜雲台学院」では技術や能力のある生徒たちが日々勉強に励んでおり、その成果に応じて学習環境の改善など様々な恩恵や特権を受ける事ができるという。
蓮は入学早々トラブルに巻き込まれ、学院最高の栄誉である“ALIA”の称号獲得を目指している逢坂明日葉の勧誘を受けることになる。

### 明日葉ルート
if
明日葉を救うべく、蓮は自分たちが出会った時点まで時間をまき戻す。だが、あの時のように彼女の胸を触ってしまう。
アフター
事件解決後、蓮と明日葉は幸せな日々を送っていたが、とあるアイテムを入手したことで一変する。

### 月詠ルート
if
蓮は図書塔の庭園で眠る月詠を見つけ、出来心から悪戯をする。悪戯をしても気づかれないことをいいことに、蓮のいたずらはどんどん過激になる。
アフター
折り鶴事件後のある日、月詠は持ち物検査での押収物の中から猫耳カチューシャを見つけ、猫と仲良くなりたいという思いから早速装着する。

### 椎名ルート
if
蓮と椎名は罰ゲーム付きのトランプ遊びをしていた。赤ちゃん言葉で話すという罰ゲームをする中で、だんだん雰囲気が変わっていく。
アフター
蓮と結ばれた椎名のもとに、上級生から恋愛相談が寄せられる。これがきっかけで、蓮と椎名は自分たちの将来に考えを巡らせる。

### かりんルート
if
ある日、蓮は下着とワイシャツだけを着たかりんを見つける。かりんは、身体の疼きを抑えるべく、蓮に助けを求める。
アフター
彫金コンクールが一段落したある日、蓮は過労によって体調を崩し、かりんの看病を受ける。

### 弓
if
弓のLv3のアーケンが覚醒したはいいものの、暴走状態に陥ってしまう。元に戻すためには「彼氏の体液」を要することが判明する。
アフター
さくもと祭終了後、主人公は弓の影響を受けてカメラを買い、彼女の撮影に臨む。

### Flowering Sky
いのりルート
「フラワリングスカイ」本編からさらにその後、蓮は今期のALIAを目指して精進を続けていた。ある日、彼は生徒会関係者を名乗る朔日 いのりという少女と出会う。

## 登場人物

### ALIA's CARNIVAL!から登場
才城 蓮（さいじょう れん）
身長:177cm/体重:61kg
本編の主人公。勉強がよくでき、適応力が高い。その一方で困っている人を助けたくなる性分故厄介ごとを持ち込むこともある。
"本棚の空"の夢を見続けている。
アーケンを自由に操作する「イデア」の所持者。その正体はあらゆる運命を操作する大アルカナ「ホイール オブ フォーチュン（運命の輪）」。
逢坂 明日葉（おうさか あすは）
声 - 桐谷華
身長：158cm/体重:46kg/誕生日：4月4日（牡羊座）/バストサイズ：Eカップ
学院長の孫娘だが、本人はその地位をかざして威張ることはしない。「明日は未来の風が吹く研究会」（通称：アス研）の部長を務めており、学園の現状を変えるべく、桜雲台学院で最も名誉とされるALIAの称号を目指している。学園の司法機関である風紀監視委員会にて月詠とともに活動していた過去がある。
火を発し、自在に操る「ヴァーミリオン オブ ワンズ」の所持者。
自らの直感に忠実な人物。
桜小路 月詠（さくらこうじ つくよみ）
声 - 小岩井小百合
身長：160cm/体重:49kg/誕生日：5月21日（牡牛座）/バストサイズ：Dカップ
風紀監視委員会の会長を務める女子生徒。真面目過ぎて融通が利かないところもあるが、自らの非は素直に認める。全てにおいて完璧とみなされており周囲から特別扱いされてきたため、対等に接してくれる蓮に興味を抱いている。また、かつての相棒である明日葉に対しては、うらやましく思うときもある。
あらゆるものを凍らせる「セレスト オブ カップス」の所持者。
朝宮 椎名（あさみや しいな）
声 - 葵ゆり
身長：154cm/体重:46kg/誕生日：1月7日（山羊座）/バストサイズ：Gカップ
蓮の幼馴染。一見すると優等生だが、かなりの天然ボケ。実家は有名な洋菓子店であり、彼女もメニュー開発に携わっている。
水を用いた防御が中心の「ウィスタリア オブ カップス」の所持者。
才城 かりん（さいじょう かりん）
声 - 秋野花
身長：150cm/体重:43kg/誕生日：10月30日（蠍座）/バストサイズ：Dカップ
蓮の妹。兄とは離れて暮らしていたが、6年ぶりに同居。兄のことが好きすぎてブラコンではないかと自ら疑っている。
彫金部に所属しているが、椎名らとも親しいため、アス研にも出入りしている。
シェルの加工等を行える「シェンナ オブ ペンタクルス」の所持者。
篠ノ森 弓（しのもり ゆみ）
声 - ヒマリ
身長：155cm/体重:45kg/誕生日：2月25日（魚座）/バストサイズ：Fカップ
アス研部員。
空気や風を操る「アマランス オブ ソーズ」の所持者。明るい性格だが、うわさ好きであり、出所不明の情報を持ち出すこともある。また、オタクであり、コスプレなどが好き。
財前 すずり（ざいぜん すずり）
声 - 御子神猫
身長：147cm/体重:41kg/誕生日：6月1日（双子座）/バストサイズ：AAカップ
風紀監視委員会の副委員長である1年生で、月詠と行動を共にすることが多い。悪戯好き。
トラップ設置に長けた「チェスナット オブ ペンタクルス」の所持者。
恋川 志穂（こいかわ しほ）
声 - 葵時緒
身長：153cm/体重:46kg/誕生日：7月19日（蟹座）/バストサイズ：Bカップ
蓮のクラスのクラス委員長。世話好きで、交友関係が広く、椎名とも仲が良い。彫金部に所属しており、かりんの先輩にあたる。
『Flowering Sky』では攻略ヒロインとなった。
白幸 桜子（しらゆき さくらこ）
声 - 藤乃理香
身長：168cm/体重:50kg/誕生日：9月27日（天秤座）　バストサイズ：Hカップ
才城兄妹のいとこで、蓮が戻ってくるまではかりんの後見人として同居していた。蓮が戻ってきた後は3人で同居している。
また、アス研の顧問も務めている。
シナリオライターの葉月によると、普段の桜子は頼りないが、実質的にはほぼすべてのルートの裏で支える存在であり、ひそかに主人公たちを見守る存在であるとされている。
『Wパッケージ』では攻略ヒロインとしてルートが追加された。
リコ
声 - 柚原みう
身長：144cm/体重:38kg/誕生日：不明　バストサイズ：Cカップ
桜雲台学院の図書塔の司書で、アーケンについても詳しい。かわいらしい少女のような姿をしているが、年寄り口調と偉そうな態度故あまり人気がない。
更衣 桂次（きさらぎ けいじ）
声 - おにぎり山次郎
身長：175cm/体重:67kg/誕生日：8月29日（乙女座）
蓮の親友であるアス研部員。
自然現象を用いた近接格闘を主とする「テラコッタ オブ ペンタクルス」の所持者。あっさりとしている反面、熱い展開を好むあまり敵陣に突っ込みがちである。
御手洗 武士（みたらい たけし）
声 - 小池竹蔵
身長：168cm/体重:58kg/誕生日：3月24日（牡羊座）
蓮の悪友。クラスのムードメーカーだが、中二病でもあり、自らの名前にコンプレックスを抱いている。
火の槍を用いる「チェリー オブ ワンズ」の所持者。
行方 静造（なめかた せいぞう）
声 - 邊鴉凱
身長：180cm/体重:72kg/誕生日：5月7日（牡牛座）
桜雲台学院に勤務する教師で、担当教科は古典と未来科学。
生徒からナメちゃんのあだ名で親しまれている。
鷹途とは友人同士で、蓮の転入手続をしてくれた。
鷹途
蓮の父で、行方の友人。行方は、蓮に似ていたと話す。

### ALIA's CARNIVAL! Flowering Skyから登場
朔日 いのり（さくじつ いのり）
声 - 花寺香蓮
身長：149cm/体重:42kg/誕生日：不明/バストサイズ：Dカップ
学院最強と呼ばれる生徒会に所属し、「生徒会のナイトクイーン」の異名を持つ。
『Wパッケージ』では、新エピソードとして攻略ルートが追加された。このルートでは、主人公との触れ合いによりコミュニケーション能力の向上が描かれている。
乃木坂 百合香（のぎさか ゆりか）
声 - 松原きえ
身長：146cm/体重:40kg/誕生日：8月2日（獅子座）/バストサイズ：Aカップ
オカルト研究会の部長。桜雲台学院3年19組所属。
ちょっと普通とは違ったことを好み、「月刊ムゥ・UFO・スピリチュアル」を趣味とし、前世について悩んでいる。
御手洗の先輩であり、彼とのコンビネーション攻撃は強烈。
三園 美緒（みその みお）
声 - 夢見そら
身長：157cm/体重:47kg/誕生日：11月9日（蠍座）/バストサイズ：Bカップ
茶道部の副部長。桜雲台学院2年24組に所属している。
実家は有名な茶道の家元。一見、大和撫子のような少女だが、本当はお喋り好きな年頃の女の子。部長の萩野目に恋心を抱いている。

### ALIA's CARNIVAL! サクラメントで登場
小鳥遊 七菜（たかなし なな）
声 - 三代眞子
身長：157cm/体重:45kg/誕生日：不明/バストサイズ：Dカップ
PS Vita版の新ヒロイン。弓の親友である令嬢。星座に明るいが、一般的な趣味でないという認識を持っている。
シェルの加工等を行える「エクリュベージュ オブ ペンタクルス」の所持者。

## 用語
ALIA
桜雲台学院最高の名誉とされる称号で、APを最も多く集めた者に与えられる。また、校則を一つ追加することも可能である。
アーケン・カード
桜雲台学院の生徒が持つ、生徒手帳が内蔵されたIDカードにして、彼らの特殊能力を示すもの。
アーケン・カードはアップグレードさせて対戦することが可能であり、週末にはAPを景品としたスプレッドALIA戦という大型部活戦が行われる。
また、APが内蔵されており、ICカードとしての役割もある。加えて、通信端末としての利用も可能である。
生徒が使用する絵柄のモチーフは小アルカナ。そのはるか上の力を持つ大アルカナのカードも存在する。
スケープ・シェル
スプレッドALIA戦において、参加者が身に着ける防具。相手の攻撃によるダメージを吸収する効果をもち、これが破損した場合は敗北となる。
AP (advanced area point)
地域貢献ポイントのことで、桜雲区で使用できる疑似通貨。

## 制作
シナリオとセッティングを担当した葉月サイは、デビュー作である『ユユカナ』発売直後の時点から次回作についてのぼんやりとした構想があり、2012年初頭から企画として動きだしたととテックジャイアンとのインタビューの中で話している。
『ユユカナ』では比較的普通の恋愛が描かれていたことから、本作においては設定に特色を持たせるべく、バトル要素が付与された。
デザイン・セッティング
本作はすべての面においてキャラクターを魅せるということに重きが置かれた。女性キャラクターのデザインは『ユユカナ』に参加したMithaに加え、七尾奈留が担当した。七尾は元々葉月と接点があり、ある日イベント帰りの電車の中で一緒になり、葉月から声をかけられ、まずは企画書を見てほしいと答えたと2013年のテックジャイアンとのインタビューの中で説明している。
キャラクターのデザインにあたり、デザイナーにはキャラクターのイメージをつかむためにショートストーリーを読んでもらい、後は各人の裁量に任せるという基本的な方針が取られた。また、初期段階からロングヘア―と巨乳を重視するという制作方針が立てられており、スプレッドALIA戦で着用する衣服もチャイナドレスやメイド服といったコスプレ要素が取り入れられた。
明日葉はゲームの顔となる正統派のヒロインを目標にデザインされた。デザイナーのMithaによると、初期案ではもっとかわいい感じだったが、最終的にはかっこいい感じになったとされている。メインヒロインらしさを出すため、アクセサリーをたくさんつけて目立たせる施策が取られた。なお、初期案では髪型の一部が三つ編みだったが、キャラクターのイメージと異なるということで取り払われた。
月詠は七尾奈留が担当した。七尾は元々自分の好きなシンプルなデザインにする傾向が多かったものの、葉月の好みを考えてデザインした結果、初期案ではたくさんの髪飾りを付けた派手なデザインとなった。その後、キャラクターに合わせるために要素を減らし、最終的にはシンプルなデザインとなった。
一部のキャラクターのデザインに当たっては、葉月から細かな指示が出た。椎名のデザインにあたり、七尾には「帽子をかぶっていること」と、「ヒロインの中で最も髪が短い」という条件が発注された。また、かりんは葉月の中で明確なイメージがあったことから、デザイナーであるMithaにはやや細かい条件が発注された。Mithaはイメージがはっきりしているだけあってスムーズにデザインできたと2013年のインタビューの中で振り返っている。弓も発注の時点でツインテールにしてほしいという要望はあったものの、長さの調節に時間がかかったとMithaは振り返っている。
葉月は主人公・蓮について「あまりにイケメンで"さいつよ"だったのであんな形になったのですが（後略）」と2016年のテックジャイアンとのインタビューの中で振り返っている。
また、葉月は本作の舞台である桜雲区は練馬近辺をモデルとしたと話している。

### 制作（Flowering Sky以降）
『Flowering Sky』においては、『ALIA's CARNIVAL!』で描き切れなかった要素を盛り込む方針が取られた。
弓のifストーリーでは強力な能力に乗っ取られて暴走する彼女の様子が描かれており、その時のヒマリの演技を聞いたNanaWindの広報・営業担当者である大熊猫男は弓にとりついたのがヒマリではないかというほど、ノリノリだったと、ヒマリのブログ記事に寄せたコメントの中で明かしている。
『Wパッケージ』では、桜子ルートといのりルートが追加された。
葉月は『Flowering Sky』で蓮をギャグで弄んだり、災難に遭わせるなど好き勝手にやりすぎてしまったため、その反省として新たに『Wパッケージ』に収録した2つルートでは恋愛を楽しめる内容にしたと話している。また、『Wパッケージ』に収録されたアペンドディスクのアフターシナリオも、『Flowering Sky』より後の物語である。

## 広報・販売
当初、本作の広報戦略は、先に日常の部分を公開してから、バトル要素を少しずつ公開していく予定だったものの、バトル部分の素材がなかなか集まらなかったため、最終的には現時点でそろっている素材をすべて公開することとなった。
また、2013年8月に行われたテックジャイアンとのインタビューの時点においては2013年10月25日に発売が予定されていたが、最終的に本作は2014年3月28日に発売された。

## スタッフ
- キャラクターデザイン・原画 - 七尾奈留[7]、Mitha[7]、九尾（男性キャラクター）、いずみ由羅 (SD)
- シナリオ (ALIA's CARNIVAL!) - 葉月サイ[7]、大阪ゲノム
- シナリオ (ALIA's CARNIVAL! Flowering Sky) - 葉月サイ、夕凪和泉、桷修斗

## 主題歌
ALIA's CARNIVAL!
オープニングテーマ「未来の風が吹く」
作詞 - 八 / 作曲 - 和解事件 / 編曲 - Cap / 歌 - NANA
エンディングテーマ「悠久の場所」
作詞 - 八 / 作曲 - Cap / 編曲 - 和解事件 / 歌 - NANA
ALIA's CARNIVAL! Flowering Sky
オープニングテーマ「Flowering Memory」
作詞 - 伏木ひなた / 作編曲 - 和解事件 / 歌 - 西沢はぐみ
エンディングテーマ「恋月夜-Koizukiyo-」
作詞 - 伏木ひなた / 作編曲 - cap / 歌 - 西沢はぐみ

## 評価
ゲームライターのTOKENは、Vita版について、「当事者視点のエピソードもあり、ヒロインの個性がそれぞれ現れている上、演出がまとまっているため、見どころが多かった」と評し、椎名が最も気に入ったと話している。

## 他作品とのつながり
本作のシナリオを手がけた葉月サイは、テックジャイアンとのインタビューの中で、本作は『ユユカナ -under the Starlight-』および『春音アリス*グラム』と同じ時代の物語であることを明かしている。『春音アリス*グラム』の登場人物の一部がアーケンを所有しているほか、『春音アリス*グラム』の続編『白恋サクラ*グラム』（2019年に発売予定）には、『白恋サクラ*グラム』の登場人物が本作の舞台となる桜雲台学院に遊びに行くシナリオ「桜雲旅行編」が収録されている。

## 参考資料
- DENGEKI HIME (電撃姫) 2013年 09月号. 『DENGEKI HIME』. KADOKAWA/アスキー・メディアワークス. (2013). ASIN B00DYWNU6M
- PUSH!!(プッシュ) 2015年 06 月号. 『PUSH!!』. マックス. (2015). ASIN B00TIVB2Z4
- “ALIA's CARNIVAL!”. テックジャイアン (KADOKAWA) 11月号:  49-53. (11月 2013年).